# كورشوفيل

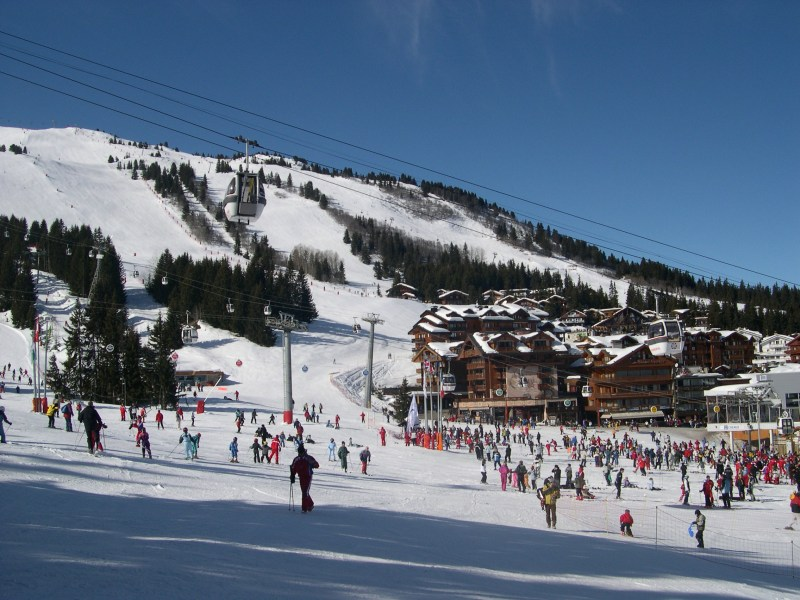
كورشوفيل 1850، أعلى جزء من المنتجع

كورشوفيل (بالفرنسية: Courchevel)‏ هو منتجع للتزلج على جبال الألب الفرنسية يقع في وادي تارانتايس. وهو جزء من الوديان الثلاثة، أكبر مناطق التزلج المرتبطة في العالم.
تشير كلمة كورشوفيل أيضًا إلى مدن كورشوفيل 1300 (لو براز)، وكورشوفيل 1550، وكورشوفيل 1650 (موريوند)، وكورشوفيل 1850، والتي سميت على اسم ارتفاعاتها بالأمتار. يقع مركز منتجع كورشوفيل على ارتفاع 1747 مترًا (5732 قدمًا).
أقيمت في كورشوفيل أحداث رياضية من دورة الألعاب الأولمبية الشتوية لعام 1992 وبطولة العالم للتزلج لعام 2023. ويعتبر منتجع التزلج حصريًا، حيث يجذب عملاء أثرياء بما في ذلك العائلات الملكية. ويستضيف أحد أكبر تجمعات الفنادق الفاخرة المصنفة بخمس نجوم.

## الموقع
كانت كورشوفيل جزءًا من بلدية سان بون تارانتيز ولكن في عام 2017 تم دمجها مع لا بيريير في بلدية كورشوفيل الجديدة. على الرغم من الاسم، فإن المكاتب الإدارية للبلدية لا تقع في كورشوفيل، ولكنها لا تزال في قرية سان بون تارينتيز القريبة. تقع كورشوفيل في وادي تارانتيس، مقاطعة سافوا، منطقة أوفيرن–رون ألب. كورشوفيل هي جزء من تروا فاليه، التي تضم منتجعات كورشوفيل، لا تانيا، ميريبيل، لي مينوير سان مارتن، فال تورين وأوريل.

## التاريخ

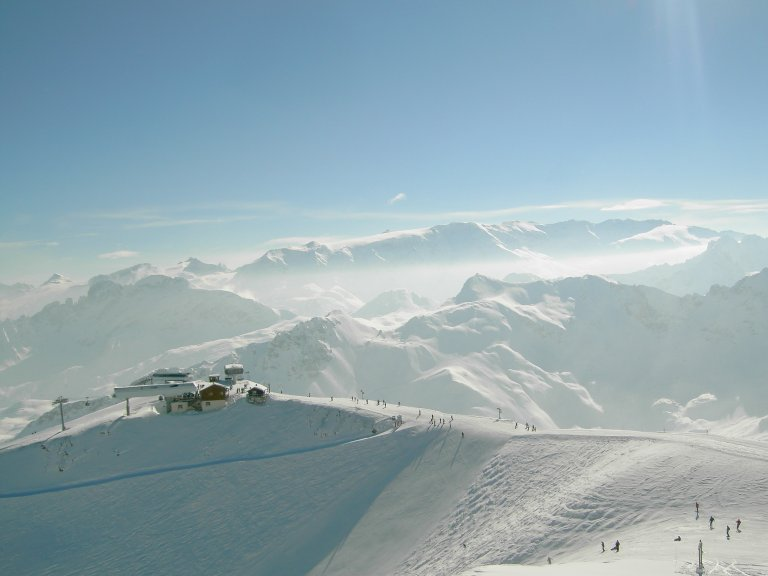
منظر من قمة سولير، 2700 متر.

تم التخطيط للمنتجع الأصلي أثناء الحرب العالمية الثانية بدراسة في عام 1942 من قبل نظام فيشي وفي رسالة دكتوراه من قبل مخطط المدينة لوران شابيس. كان شابيس خيارًا طبيعيًا لتوجيه تطوير المنتجع في سنوات ما بعد الحرب مباشرة. كان منتجع كورشوفيل 1850 مهمًا لأنه كان أول منتجع في فرنسا يتم بناؤه من الصفر، بدلاً من أن يتم بناؤه حول قرية قائمة.

### التزلج في وادي تارنتايس
يقع أكبر تجمع لمنتجعات التزلج على الجليد من الطراز العالمي في وادي تارانتيز. وأشهر أنظمة التزلج على الجليد المجاورة هي باراديسكي (ليه آركس، لا بلاني) وإسباس كيلي (فال دي إيسير وتين). تتيح تذكرة الرفع الأسبوعية في كورشوفيل/ليه تروا فالييه للشخص اختيار التزلج ليوم واحد في كل من النظامين الآخرين المذكورين. كانت هناك خطط في السابق لربط جميع الأنظمة والمنتجعات لإنشاء أكبر منطقة تزلج على الجليد في العالم (بفارق كبير)؛ ومع ذلك، انتهت هذه الرؤية بإنشاء متنزه فانواز الوطني.

### دورة الألعاب الأولمبية الشتوية 1992
يضم وادي كورشوفيل أيضًا بلدة لا تانيا، التي تم بناؤها كمكان إقامة للمتنافسين في دورة الألعاب الأولمبية الشتوية لعام 1992 في ألبيرفيل. استضافت لو براز منافسات القفز على الجليد والقفز الشمالي المشترك لتلك الألعاب التي أقيمت في تريمبلين دو براز. كان هناك قفزة تزلج في كورشوفيل 1850 على الواجهة الثلجية، والتي تمت إزالتها مؤخرًا بسبب احتياطات السلامة.

### حريق 2019
خلال الساعات الأولى من يوم 20 يناير 2019، اشتعلت النيران في مبنى يقع في قرية كورشوفيل 1850، المخصصة لعمال المنتجع الموسميين. أودى هذا الحدث المؤسف بحياة شخصين وأصاب 22 آخرين على الأقل. وكما وثقت صحيفة فرنسية محلية، لعبت الاستجابة السريعة والمنسقة من 130 رجل إطفاء دورًا محوريًا في التخفيف من حدة حالة الطوارئ، مما يؤكد جهودهم الحاسمة في احتواء تأثير الحريق على المجتمع.

### بطولة العالم للتزلج على جبال الألب 2023
في مايو 2018، تم تسمية كورشوفيل كمضيف مشترك لبطولة العالم للتزلج على جبال الألب لعام 2023 مع ميريبيل. كانت هذه هي المرة الأولى منذ عام 2009 التي تستضيف فيها فرنسا بطولة العالم للتزلج على جبال الألب، عندما أقيمت في فال دي إيسير. ستنتهي السباقات في كورشوفيل في كورشوفيل لو براز. يجري حاليًا إنشاء مركز ترفيهي فائق جديد يسمى الألبينيوم في لو براز وسيعمل على تحسين الاتصالات بكورشوفيل 1850 وتوفير المزيد من مواقف السيارات.

## المنتجع

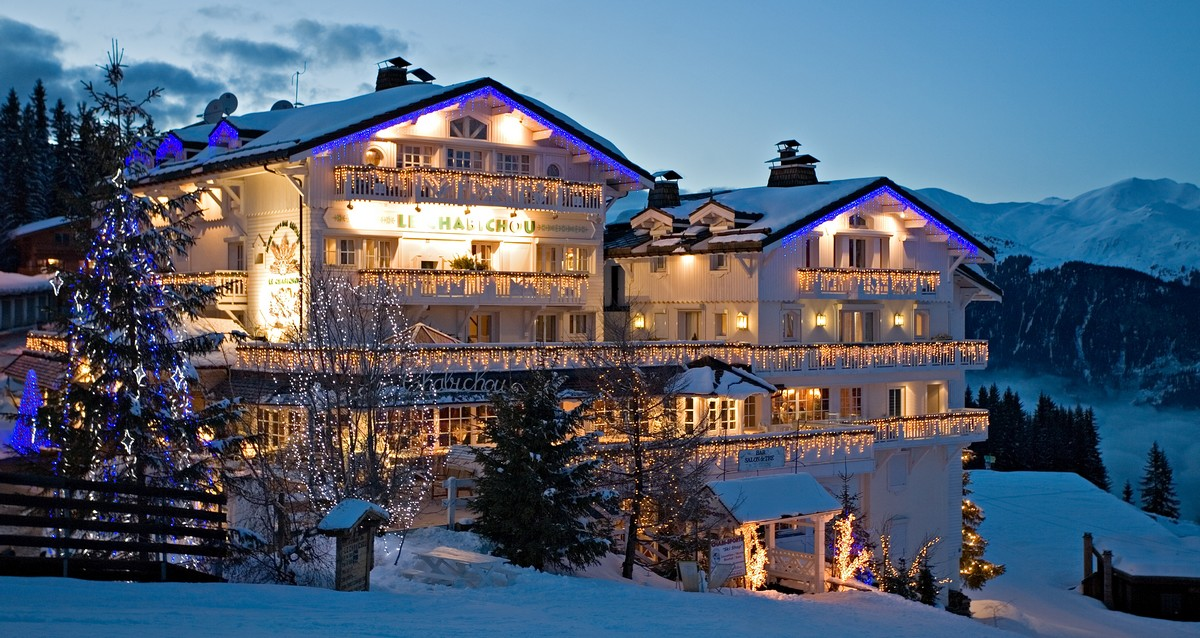
فندق لو شابيشو، كورشوفيل 1850

كورشوفيل هو المنتجع الأكثر شرقًا في الوديان الثلاثة، وهو أكبر منطقة تزلج متصلة في العالم. يتكون من أربع قرى تابعة: كورشوفيل لو براز، كورشوفيل 1550، كورشوفيل 1650 وكورشوفيل 1850. يعتبر منتجع كورشوفيل 1850 الأعلى ارتفاعًا، والذي يجذب العملاء الأثرياء بما في ذلك العائلات المالكة. في موسم 2011–12، أعادت كورشوفيل تسمية نفسها، حيث غيرت أسماء كل من القرى الأربع في خطوة بعيدًا عن الارتباط بالارتفاع. تُعرف كورشوفيل 1850 الآن ببساطة باسم كورشوفيل، وتمت إعادة تسمية كورشوفيل 1650 باسم كورشوفيل موريوند؛ يُطلق على كورشوفيل 1550 الآن اسم قرية كورشوفيل وتمت إعادة تسمية كورشوفيل 1330 باسم كورشوفيل لو براز.
يوجد في كورشوفيل 24 فندقًا فخمًا بتصنيف 5 نجوم. في عام 2011، قدمت فرنسا تصنيفًا سادسًا للفنادق، يُسمى «القصور». حصلت ثمانية فنادق في فرنسا على هذا التصنيف، منها اثنان – فندق ليه كيه 2 و لابوجي كورشوفيل – في منطقة حديقة الألب في كورشوفيل. يحتوي المنتجع على سبعة مطاعم حاصلة على نجوم ميشلان، أربعة منها حاصلة على نجمتين، بما في ذلك ليه تشابيشو. كما يستضيف مجموعة متنوعة من المتاجر الفاخرة بما في ذلك لوي فيتون، وهيرميس، وفالنتينو، ولورو بيانا، وبرادا، وكارتييه، وفيندي، وديور، وشانيل. غالبية زوار كورشوفيل هم من العرب الخليجيين والروس، وجميعهم يعتبرون من عملاء الفخامة. يزور العديد من الروس المنتجع خلال رأس السنة الجديدة وعيد الميلاد الأرثوذكسي الروسي في 7 يناير. ونتيجة لذلك، فإن أول أسبوعين من يناير هما أسابيع موسم الذروة في كورشوفيل. كما يحظى المنتجع بشعبية كبيرة لدى العرب، وخاصة أولئك القادمين من الشرق الأوسط. نتيجة لهذه الشعبية، أصبح اسم المنتجع مرتبطًا الآن بالأثرياء في روسيا والشرق الأوسط. وتقع أغلى صيدلية في فرنسا في كورشوفيل.
تتمتع كورشوفيل بواحدة من أكبر القواعد لمدربي التزلج وغيرهم من العمال الموسميين نظرًا لحجم منطقة الوديان الثلاثة. تعتبر ممرات كورشوفيل من أصعب الممرات السوداء في العالم. تشتهر كورشوفيل، جنبًا إلى جنب مع الوديان الثلاثة، بمجموعة واسعة من المنحدرات الصعبة والتزلج على الجليد خارج المسارات.[بحاجة لمصدر]
المدينة الشقيقة لكورشوفيل هي مدينة بارك سيتي بولاية يوتا في الولايات المتحدة، ولديها منحدر تزلج مصنف باللون الأحمر يسمى «بارك سيتي».

## المطار

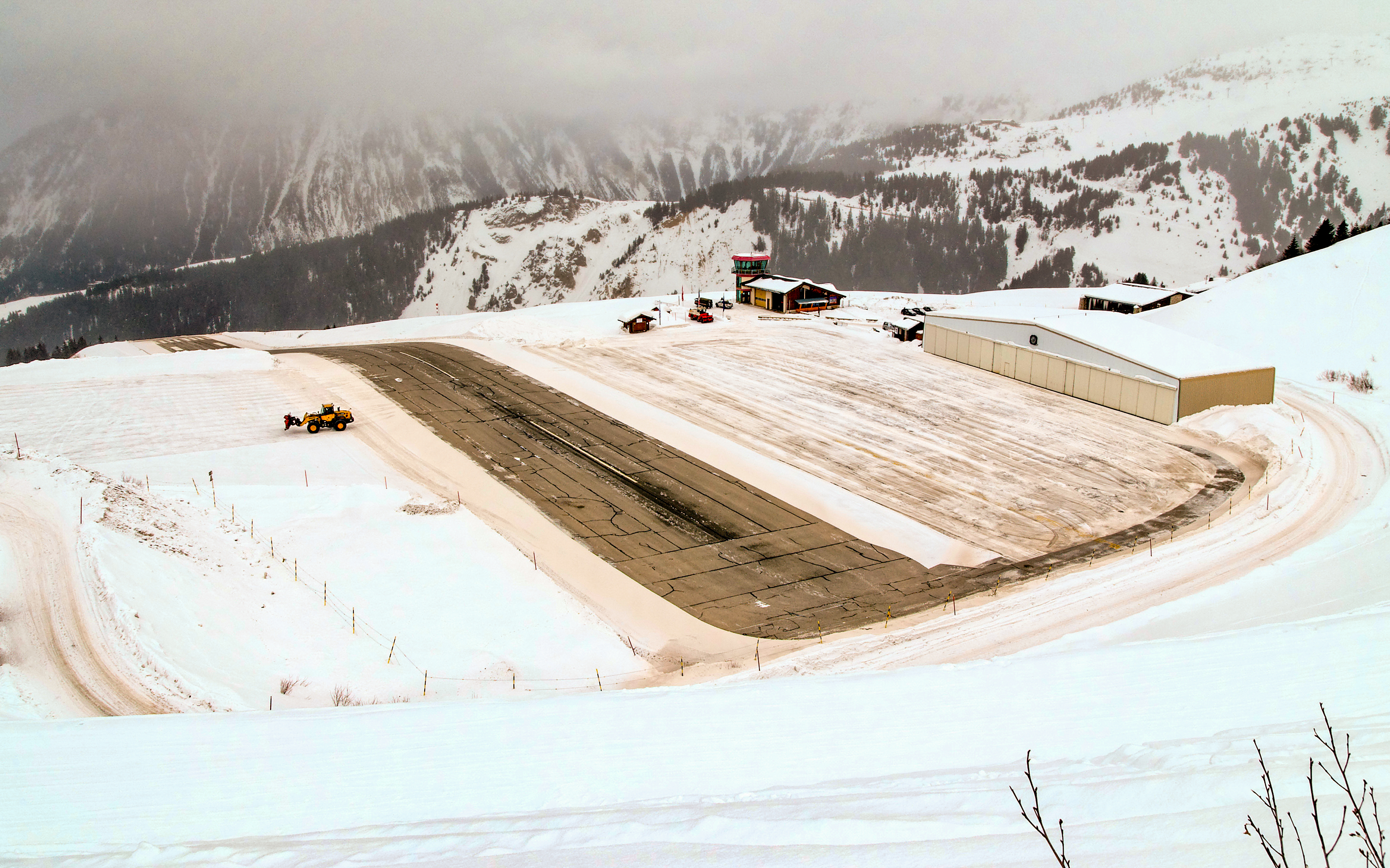
كورشوفيل ألتيبورت

يحتوي مطار كورشوفيل على مدرج قصير للغاية وشديد الانحدار، بطول 525 متر (1,722 قدم) وانحدار بنسبة 18.5%. يحتوي المطار على نهج خطير عبر الوديان العميقة، والتي لا يمكن القيام بها إلا من قبل طيارين معتمدين خصيصًا. عند الهبوط، لا يوجد إجراء للالتفاف حول المطار، كما هو الحال في معظم مطارات العالم؛ يوجد مجرد تل شديد الانحدار شهد عددًا قليلاً من الحوادث منذ افتتاح المطار لأول مرة. كانت الطائرات ذات المراوح الأكبر مثل توين أوتر وداش 7 (التي تحمل ما يصل إلى 50 شخصًا) مستخدمين منتظمين للمطار على مر السنين، ولكن تم التخلص منها تدريجيًا منذ ذلك الحين وأصبحت طائرات سيسنا والمروحيات الأصغر حجمًا هي المستخدمون الرئيسيون الآن.[بحاجة لمصدر]
صنفه برنامج قناة التاريخ أكثر المطارات خطورة باعتباره سابع أكثر مطار خطير في العالم.

## المدن الشقيقة
- بارك سيتي، الولايات المتحدة

## وصلات خارجية
- Official site of Courchevel Tourism Office
- Official site of Les 3 Vallees
- Cycling up to Courchevel–Altiport: data, profile, map, photos and description

45°24′54″N 6°38′02″E / 45.41500°N 6.63389°E